# Rhene modesta
Rhene modesta är en spindelart som beskrevs av Lodovico di Caporiacco 1941. Rhene modesta ingår i släktet Rhene och familjen hoppspindlar. Inga underarter finns listade i Catalogue of Life.